# Золотой мальчик (скульптура)
«Золотой мальчик» — скульптура народного художника СССР, лауреата Ленинской и Государственной премии РСФСР имени И. Е. Репина Михаила Аникушина. Она предназначалась для мемориала «Героическим защитникам Ленинграда» в годы блокады (открыт в Ленинграде в 1975 году, архитекторы Валентин Каменский и Сергей Сперанский). Натурщиком для этой скульптуры выступил внук скульптора Адриан Аникушин.
Среди историков искусства не существует единого мнения по вопросу, являлась ли скульптура центральной частью первоначального или окончательного варианта мемориала. Согласно воспоминаниям некоторых современников Аникушина, она не заняла предназначенное для неё место в скульптурно-архитектурной композиции на площади Победы в соответствии с устным решением первого секретаря Ленинградского обкома Григория Романова.
Оба существовавших варианта «Золотого мальчика», выполненные в бронзе, покрытой сусальным золотом, утрачены. В Мастерской Михаила Аникушина, являющейся филиалом Государственного музея городской скульптуры, демонстрируется гипсовая модель скульптуры.

## Скульптура в коллекции музея

Золотой мальчик. Нижняя часть и постамент с подписью автора

Скульптура находится в коллекции Государственного музея городской скульптуры в Санкт-Петербурге и постоянной экспозиции Мастерской Михаила Аникушина, которая является филиалом этого музея. Она демонстрируется в зале, посвящённом созданию мастером мемориала «Героическим защитникам Ленинграда». Высота скульптуры — 98,5 см, ширина — 30 см. Инвентарный номер — НВФ-98. Скульптура обозначена в краткой аннотации экспозиции как «„Золотой мальчик“. 1975. Неосуществлённая центральная фигура монумента. Большеформатная модель под литьё».
Скульптура представляет гипсовую модель не сохранившегося бронзового и позолоченного изваяния. На тыльных сторонах обеих рук заметны выступающие из-под поверхности гипса элементы металлического каркаса. Статуя разделена на несколько самостоятельных частей, соединённых воедино: нижняя и верхняя половины туловища, а также правая и левая руки выше локтя.
Скульптура представляет собой мальчика в возрасте 5—6 лет. Он полностью обнажён. Голова мальчика немного приподнята, а взгляд направлен вперёд. Правая нога ребёнка является опорной, левая нога немного выставлена вперёд, как если бы он только что сделал шаг, пальцы этой ноги растопырены и выходят за пределы постамента. На верхней части небольшого круглого пьедестала, на котором стоит изваяние, за ногами мальчика легко читается надпись, сделанная скульптором: «1975. М. Аникушин». Надпись выцарапана по влажному гипсу. Руки мальчика подняты на уровне живота и находятся на небольшом расстоянии от него. Локти рук согнуты и отведены за спину.

## История создания и судьба скульптуры

### Роль «Золотого мальчика» в замысле Михаила Аникушина
Член-корреспондент Российской академии художеств, Заслуженный работник культуры Российской Федерации Елена Литовченко писала о том, что Михаил Аникушин «страдал от невозможности говорить искренне о трагедии Ленинграда». Он хотел, чтобы мемориал «Героическим защитникам Ленинграда» составляли фигуры «и трагичные, и торжественные, и лирические», чтобы сам он «отличался душевностью, лиричностью» от уже возведённых монументов, в которых преобладало символическое начало. Скульптор настаивал на отказе от пафоса, небольших размерах фигур, реализме. Современники отмечали, что Аникушин постоянно импровизировал в процессе работы. Скульптор говорил, что «искренность и индивидуальность» в этом мемориальном ансамбле — его «авторский протест против так называемых обобщённых, условных памятников».
Вся композиция мемориала делится на три части: лестница со скульптурными группами и обелиском, зал под открытым небом в форме разорванного кольца и подземный мемориальный музей. Именно с лестницы, по замыслу авторов, должен начинаться осмотр всего мемориального комплекса. Контраст изображённых в динамике скульптур и уравновешенной статичной архитектурной конструкции придаёт ансамблю лестницы «взволнованность и одухотворённость». В настоящее время в композиции лестницы, обращённой по направлению к линии фронта в годы блокады, насчитывается 26 фигур, ещё одна фигура была создана в виде гипсовой модели и затем отлита в металле в соответствии с оригинальным замыслом скульптора.
Сам Михаил Аникушин так писал в дневнике о создании скульптуры «Золотого мальчика»: «Всего было три проекта монумента. Во втором проекте я долго думал, что поставить в центр композиции. И вдруг понял: символ найден! Именно фигура маленького ребёнка, его пробная жизнь должна объединять всех этих больших и мужественных людей. Мы боролись не ради славы, мы боролись ради жизни. И ребёнок для меня эту непобедимую жизнь символизирует. Но не разрешили. Плакал целую неделю… Утверждён был третий [проект]».
Кандидат искусствоведения, член-корреспондент Академии художеств СССР Александр Замошкин в монографии о творчестве скульптора, вышедшей в 1978 году, писал, что первоначально проекты мемориала создавались в виде макета с фигурами размером 15 см, что позволяло представить себе всю композицию и место в ней каждой отдельной скульптуры и группы. На проекте, экспонировавшемся на выставке 1972 года, скульптура «Золотого мальчика» была размещена на самом краю площадки, имевшей форму эллипса. Ребёнок символизировал «грядущую жизнь, утверждение мира и покоя на земле». В противовес ему остальные скульптурные группы — «сурово-могучие, предельно уставшие люди» — олицетворяли тяготы блокады, мужество горожан, их солидарность и «волю к борьбе».

Новый проект, созданный после окончания выставки, учитывал предложения, высказанные ленинградцами-блокадниками. Он отличался монументальностью, и ключевую роль в нём играла гигантская статуя Победы (она, по словам искусствоведа, возрождала античные традиции изображения подвига) со знаменем в руках. Перед этой статуей, на той же оси, что и в предыдущем проекте, в начале стилобата стояла скульптура ребёнка, сохранившая своё прежнее значение «обновляющейся жизни» и «олицетворения будущего». Две многофигурные композиции, изображающие воинский и трудовой подвиги ленинградцев располагались по две стороны от этой оси. В 1973 году данный проект получил одобрение Ленинградского градостроительного комитета, Художественного совета Главного управления культуры Ленгорисполкома, Президиумов Ленинградских отделений Союза архитекторов СССР и Союза художников РСФСР. Уже после одобрения этого проекта, по утверждению Александра Замошкина, Аникушин продолжил работу над композицией. В результате вместо статуи Победы появились «Победители» — более конкретный, чем аллегорическая статуя, образ героев Ленинграда. Весной 1974 года этот проект был уже окончательно утверждён коллегией Министерства культуры СССР. Начались работы по его осуществлению. В рассказе об этом проекте Замошкин уже не упоминает фигуру отдельно стоящего ребёнка — «Золотого мальчика».
Несколько по-другому описывает работу над проектом директор Государственного мемориального музея обороны и блокады Ленинграда Елена Лезик в статье о монументальном комплексе. Она писала о самом первом его композиционном варианте: «А в центре композиции, уже без высокого пьедестала, а прямо на земле, стоит маленькая фигура мальчика. Это малыш, ради счастья которого приносились великие человеческие жертвы, о радостном смехе которого так мечтали те, кто не дожил до мирного времени». Она также утверждала, что уже в мае 1972 года жители Ленинграда увидели именно этот макет будущего памятника на выставке в Государственном Русском музее. Доктор искусствоведения, профессор, член-корреспондент Академии художеств СССР Игорь Бартенев упоминал один из вариантов, в котором на вершине обелиска мать держит в руках над головой маленького мальчика — «наше будущее, представителя следующих за нами поколений, за счастье которых и дрались с озверевшим врагом советские люди».
Журналист и близкий друг Михаила Аникушина Юрий Трефилов относил появление «Золотого мальчика» не к первым проектам, а к финальной стадии работы над мемориалом. В ходе работы над проектом композиции наибольшие трудности вызывал 48-метровый обелиск, возвышающийся над монументом. Перед ним, по замыслу Аникушина, были размещены «Победители»: статуи «Солдат» и «Рабочий». Авторы не могли предложить удачного завершения самого обелиска. Предлагались золотой венок Славы, Орден «Победа», изваяние богини победы Ники, ангел. Среди предложений Аникушина была и фигура полутораметрового мальчика, выполненного в классическом греческом стиле. Первый секретарь Ленинградского обкома Григорий Романов, как показалось скульптору при обсуждении, поддержал этот вариант, но предложил не водружать «Золотого мальчика» на вершину обелиска, так как его там никто не сможет разглядеть, а установить на верхней ступени лестницы, которая ведёт к центральной композиции комплекса — группе «Победители». Смысл, который Романов придавал такому положению скульптуры ребёнка, — герои, сражавшиеся с фашизмом, стоящие за спиной мальчика, который станет символом жизни, трудились и сражались ради таких детей новых поколений, как он.
Предложение Романова было воспринято как одобрение и самим Аникушиным, и на предприятии «Монументскульптура». Работа над скульптурой была поручена бригаде формовщиков-литейщиков Карла Хабарова и бригаде чеканщиков Бориса Комиссарова. На скульптурном комбинате Ленинградского отделения Художественного фонда РСФСР по эскизам Аникушина была создана гипсовая модель. Затем она была переправлена на предприятие «Монументскульптура» для изготовления окончательного варианта из металла. В связи с важностью и сложностью заказа большинство его специалистов круглые сутки находились на рабочем месте. Прямо в здании были оборудованы спальные места и круглосуточно работала столовая.
Скульптура была выполнена в металле по самым высоким стандартам. По просьбе скульптора были подготовлены даже два «Мальчика», которых покрыли слоем сусального золота. При этом весь мемориал выполнен в тёмных тонах — в тёмно-красном граните (особо отмечалось, что он добыт исключительно из местных месторождений под Выборгом и Приозерском, в 1974 году предполагалось, что гранит будет розового оттенка) и в патинированной бронзе, которые создают строгую и торжественную гамму красок, традиционную для Ленинграда.

### Натурщик Михаила Аникушина

Золотой мальчик. Лицо ребёнка

Внук Михаила Аникушина Адриан утверждал в своих публикациях, что был прототипом для «Золотого мальчика», однако он по-иному трактовал размещение этой скульптуры в общей композиции мемориала. По его словам, «вместо него [„Золотого мальчика“] посередине поставили гигантскую палку, сказали, что маленькую фигуру с самолёта незаметно», то есть мальчик должен был стоять не перед «Солдатом» и «Рабочим», а за ними, на месте стелы. При этом он, как и другие источники, оценивает роль мальчика в замысле скульптора: «этот ребёнок должен был сбегать вниз по лестнице, внутрь, как олицетворение жизни, возвращающейся в город».
Слова Адриана Аникушина подтверждает статья самого скульптора «Боль и мужество», опубликованная в майском номере 1975 года журнала «Аврора» (он был набран ещё до официального открытия мемориала, и Аникушин во время работы над ней был уверен, что фигура «Золотого мальчика» будет смонтирована на предназначенном для неё месте):

Я долго думал, что поставить в центре композиции. Однажды, уже во время работы над памятником, в мастерскую вбежал мой внучонок — пятилетний Адрияшка. Я вдруг отчетливо понял: символ найден! Именно фигурка маленького ребёнка, его крохотная жизнь, должна объединить всех этих больших и мужественных людей. Фашистское офицерьё призывало своих солдат: «Уничтожай, кроши, руби во славу фюрера — и пусть твоя совесть будет чиста…». А мы боролись не ради славы, мы боролись ради жизни. И ребёнок для меня эту непобедимую жизнь символизирует.— Михаил Аникушин. Боль и мужество
.
Советский поэт, публицист и драматург Всеволод Азаров вспоминал, что когда он с Михаилом Аникушиным в мастерской в Вяземском саду рассматривал первоначальный проект будущего мемориала, «послышались лёгкие торопливые шажки» и в комнату вбежал маленький внук скульптора. Азаров спросил скульптора, не связан ли образ ребёнка, находящийся в центре композиции, с этим мальчиком. В ответ Аникушин только улыбнулся.

### Судьба «Золотого мальчика»

Золотой мальчик. Вид сбоку

Юрий Трефилов, близко знавший Аникушина и ситуацию с монументом, предполагал, что Григорий Романов изменил свою позицию по поводу скульптуры мальчика в самый последний момент, когда стал готовиться к переезду в Москву и повышению. Причиной такого решения он считал желание партийного чиновника не рисковать своей карьерой. Романов не хотел принести её в жертву спорному, с точки зрения идеологии и обывательской морали, художественному решению. На открытие монумента в Ленинград должен был прибыть член Политбюро ЦК КПСС, секретарь ЦК КПСС, ответственный за идеологическую работу Михаил Суслов. «Серый кардинал», как его называли, был известен пуританскими нравами. Он мог негативно оценить наготу несовершеннолетнего мальчика, занимающего столь значимое положение в композиции монумента, посвящённого Великой Отечественной войне, и встречающего посетителей ещё на подходе к его центральным персонажам.
По предположению Трефилова, фигура «крепкого сияющего» мальчика вступала, с точки зрения Романова, в острый контраст с измождёнными героями композиции «Блокада» во внутренней части разорванного кольца монументального комплекса. Положение осложняла также доступность «Золотого мальчика» для посетителей мемориала (он находился на одном уровне с ними без высокого пьедестала, на котором располагались другие скульптуры) и небольшой размер «Золотого мальчика» (он имел высоту лишь 1,5 метра, в отличие всех остальных фигур композиции, высота которых была более 3,5 метров). По выражению Трефилова, «Золотого мальчика» «всякий может полапать за… всё». Директива руководства областной партийной организации директору «Монументскульптуры» предписывала не торопиться с установкой уже отлитой статуи мальчика: «Не спешить. Откроем спокойно монумент, а потом вернёмся к этому вопросу». Несмотря на такую формулировку решения, возвращение к вопросу о водружении скульптуры на предназначенное для неё место в монументальном комплексе не состоялось, а следы обеих версий изготовленной скульптуры затерялись. Ученик Аникушина Заслуженный художник Российской Федерации Владимир Горевой, который принимал участие в работе над монументом, вспоминал, как в мастерскую скульптора в Вяземском саду после открытия монументальной композиции привозили одного из двух отлитых в бронзе «Золотых мальчиков», оказавшегося не востребованным, но признавался, что дальнейшая судьба как этого изваяния, так и второго варианта скульптуры ему неизвестна.
Аникушин не был предупреждён о возникших в ходе монтажа монументального комплекса осложнениях. Увидев, что скульптура отсутствует в день открытия мемориала (4 мая 1975 года он был представлен высоким московским гостям), скульптор продолжал верить, что её вскоре подвезут к началу самой церемонии. Несколько раз из соседней гостиницы «Пулковская» он пытался дозвониться до директора «Монументскульптуры», но каждый раз получал ответ от секретаря, что директор отсутствует, так как уехал в Смольный, где сам выясняет судьбу скульптуры у партийного руководства. В конце концов Михаил Аникушин покинул церемонию открытия и сам отправился на завод, где не обнаружил скульптуру мальчика, но застал директора «Монументскульптуры» В. П. Степанова. По словам Юрия Трефилова, ставшего свидетелем их встречи, Аникушин схватил трость Степанова и три раза, преследуя убегающего от него директора (Степанов получил ранение в годы Великой Отечественной войны и поэтому хромал), обогнул в погоне за ним большой стол. Только когда Степанов закричал Аникушину, что монтировать скульптуру мальчика запретил Григорий Романов, скульптор остановился. Сам Аникушин не любил вспоминать историю «Золотого мальчика». Широкую известность она получила лишь спустя годы после его смерти. Версию Юрия Трефилова об изменении отношения руководства города к скульптуре мальчика в последний момент подтверждает статья искусствоведа Нины Веселитской-Игнатиус в майском номере журнала «Творчество» за 1975 год. Автор статьи подробно описывает недавно открытый мемориал и не упоминает при этом «Золотого мальчика», однако на иллюстрации к статье с подписью «Монумент в честь героической обороны Ленинграда в 1941—1943 годах и разгрома немецко-фашистских войск в 1944 году. 1975. Макет» скульптура ребёнка отчётливо видна.
Историк архитектуры, доцент факультета истории искусств Европейского университета в Санкт-Петербурге Вадим Басс также писал в статье «Модернистский монумент для классического города», что «Золотой мальчик» присутствовал до последнего момента в проектах мемориала (он воплощал, по его словам, настоящее, ради которого в годы войны были принесены жертвы). За это время версии проекта с ним предъявлялись как публике (в архивах находится около 4500 листов обращений в Общественную комиссию, отзывов на выставки проектов, а также писем в редакции газет по поводу мемориала), так и руководству города. Было принято решение органов городской власти, подписаны договоры с исполнителями, но в реальности окончательный облик ансамбля сложился только в последний момент. Рабочая модель скульптуры «Золотого мальчика» была принята у Михаила Аникушина только 3 марта 1975 года, то есть за два месяца до завершения работы над ансамблем. При этом сам проект с его фигурой на переднем плане был опубликован ещё в журнале «Строительство и архитектура Ленинграда» № 9 в 1973 году. Там же был опубликован неатрибутированный рисунок с «Золотым мальчиком», отчётливо заметным в композиции лестницы мемориала.
В 2017 году «Золотой мальчик» был представлен в Санкт-Петербурге на выставке «Скульптор Аникушин», приуроченной к 100-летию со дня его рождения. Выполненные карандашом и шариковой ручкой на бумаге эскизы Михаила Аникушина к мемориалу, на которых присутствует фигура «Золотого мальчика», были представлены на выставке в Ленинграде в 1988 году.

## Деятели культуры о «Золотом мальчике»
Советский и российский писатель и публицист Виктор Ганшин писал о трогательной фигурке ребёнка, устремлённой к солнцу и свету, у подножия 30-метрового постамента с 15-метровой статуей Победы с развевающимся знаменем в руках. В «Золотом мальчике» воплощена, по мнению Ганшина, «радость и надежда грядущих поколений, их неразрывная цепь». Он цитировал в связи с этой композицией слова самого скульптора: «Такой памятник должен стать предупреждением будущим воинам. Наши внуки родились в счастливую пору, нельзя, чтоб в их жизнь ворвалось то, что пережили мы».
Журналист и писатель Виктор Сенин называл «Золотого мальчика» «поэтическим разрешением замысла» всего мемориала. Сенин писал, что «мальчонка невидимыми нитями связывает каждую композицию монумента». В этой скульптуре он видел «символ непобедимости жизни».
Кандидат философских наук Николай Малахов в книге «Об историческом значении советского изобразительного искусства», вышедшей в 1976 году, писал, что «Золотой мальчик» устремлён навстречу зрителю и «символизирует спасённую жизнь юности Ленинграда». Четырёхгранный гранитный обелиск, а также скульптурная группа «Победители», находящиеся за его спиной, — символ нерушимой сплочённости героических защитников города и всего советского народа. Все эти образы, созданные скульптором, по мнению Малахова, не аллегоричны, так как в них «нет чрезмерной обобщённости форм». Они «несут печать станкового произведения, наделённого высокой мерой гражданственности искусства, сочетаемой с тонкой нюансировкой характеров героев». В этих фигурах он отмечал психологическую насыщенность, социальную ёмкость, художественную выразительность, «сочетание тонкого лиризма с глубочайшим осознанием общественной миссии искусства».
Игорь Бартенев во вступительной статье к книге «Монумент героическим защитникам Ленинграда в годы Великой Отечественной войны», вышедшей в 1980 году, подробно описывал процесс работы над скульптурой. Местом работы была мастерская Михаила Аникушина в Вяземском саду в Ленинграде. Группа рабочих в составе А. Григорьева, А. Ежкова, В. Поспелова, Б. Чадаева и В Шилина изготовила каркас и обшила его деревянными пластинами по эскизу художника. По этой основе вчерне выкладывалась в глине композиция «в натуральную величину». Когда были созданы «общие формы» к работе приступил Михаил Аникушин и его ученики В. Аземша, О. Годес, В. Горевой, С. Кубасов, В. Неймарк и В. Петин. На этой стадии в глине моделировались детали скульптуры вплоть «до композиционных и пластических требований модели автора». На следующей стадии — «формовке в гипсе» — трудилась бригада в составе И. и Н. Петрунина и В. Иванова. После этого гипсовая модель из мастерской скульптора была перевезена на предприятие «Монументскульптура». Весь процесс изготовления статуи от каркаса до отливки продолжался несколько месяцев. Бартенев приводит в своей книге две фотографии недатированных макетов мемориала. На одном из них «Золотой мальчик» занимает место перед единой скульптурной композицией на общем высоком постаменте в форме широкого полукруга. На другой фотографии, снятой с птичьего полёта, «Золотой мальчик» стоит на вершине единственной лестницы в удалении от широкой невысокой стелы за спиной. Его фигура немного впереди центра круглого постамента мемориала.
Писатель Даниил Гранин считал, что скульптура мальчика занимала центральное место в первоначальном замысле скульптора. Он писал в книге «Причуды памяти»:

Проект монумента Блокаде был тоже хорош. Даже в том эскизе, который мне показал Михаил Константинович. На нём фигуры дистрофиков, измученных голодом, лишениями горожан, бомбёжками, обстрелами, все беды войны обрушились на них. За 900 дней они превратились в тени, прозрачные, невесомые. Чем они ещё живы? Куда они идут? Они идут к мальчику, золотой мальчик, воплощение Победы, светит им впереди. Это их вера. Автор нашёл прекрасную метафору, символ блокадной эпопеи, несмотря ни на что, мы верили в Победу.— Даниил Гранин. Причуды памяти
По словам писателя, этот замысел стал претерпевать изменения под давлением партийного руководства города. Фигура мальчика противоречила новой концепции, одобренной обкомом: представители разных слоёв населения (солдаты, матросы Балтийского флота, лётчики…) ведомы новым «ориентиром» — партией, которая вела ленинградцев к победе. Поэтому, по словам писателя, «мальчика категорически изъяли». Сам Гранин крайне негативно оценивал новую концепцию монумента и отказ от задуманной скульптором фигуры ребёнка: «Осталась сборная делегация защитников города», «Душу из памятника вынули», «Стоит только вглядеться, и памятник вызывает недоумение», «Губительно вмешательство партийных невежд в искусство».

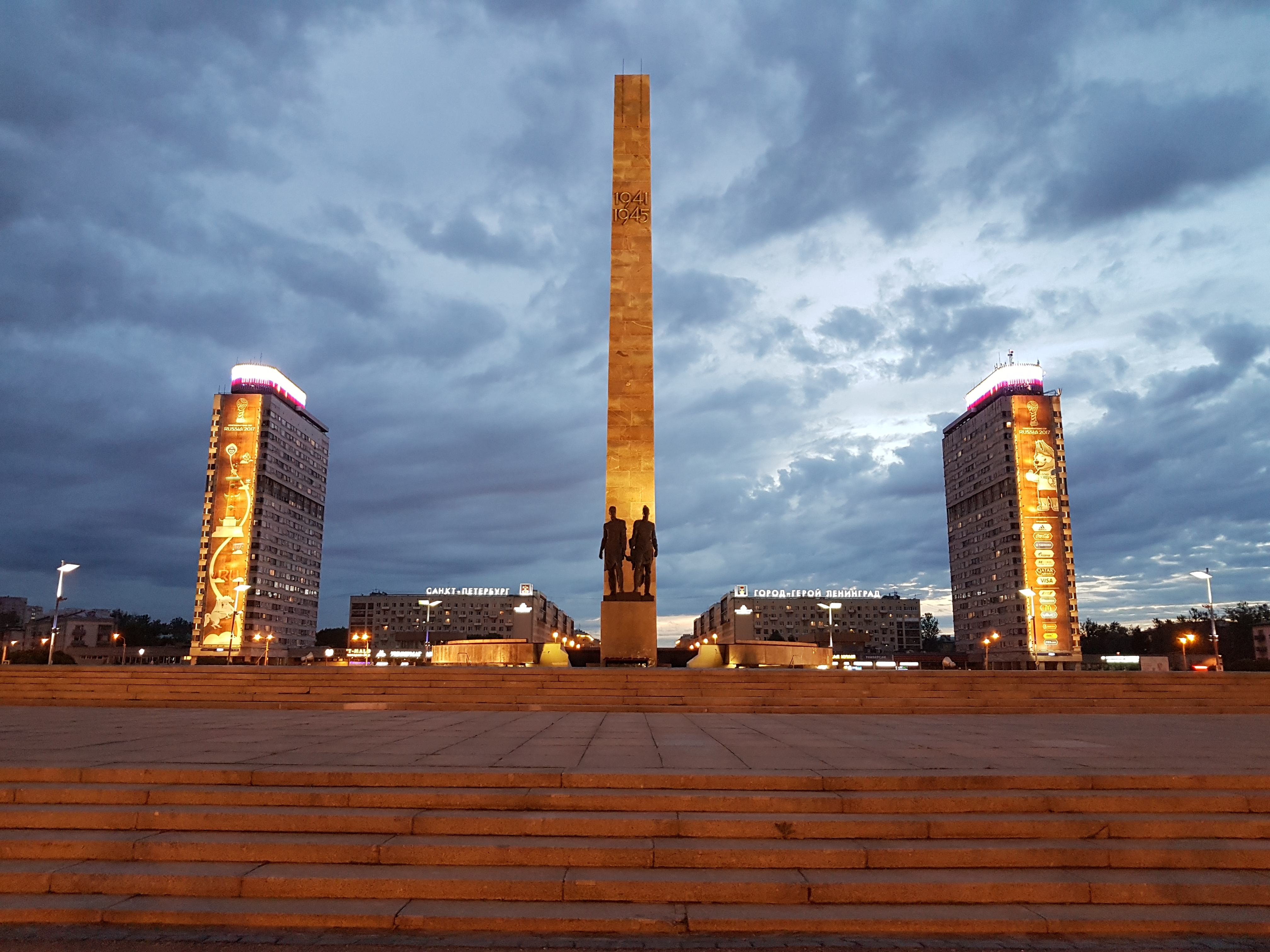
Монумент героическим защитникам Ленинграда. На переднем плане (верхняя ступенька второй от зрителя лестницы) — место, предназначенное для «Золотого мальчика»

Скульптор Григорий Ястребенецкий в статье «Забытые сюжеты» отмечал чрезвычайно удачное решение авторского проекта монумента: «на переднем плане, в просвете, между двумя полукруглыми постаментами, на которых расположены многофигурные композиции воинов — участников войны, добившихся победы, должен был стоять золотой ребёнок, во имя которого, во имя будущего воевали и гибли солдаты, изображённые на памятнике». Отсутствие этой фигуры, по его мнению, «значительно обеднило идею памятника и ухудшило его композицию». В другой своей книге, «Интервью автора с самим собой», Ястребенецкий воспринимал ситуацию с «Золотым мальчиком» как один из нескольких серьёзных просчётов архитекторов, работавших с Аникушиным над мемориалом: для гигантской площади даже крупные фигуры кажутся крошечными, тем более среди них мог потеряться «Золотой мальчик», в скульптурных композициях Аникушина «не просматривается ясный силуэт», поэтому они могут показаться зрителю на расстоянии «тёмными червяками с… перепутанными ногами», два безликих 22-этажных дома, стоящие у въезда в город на площади по обе стороны от мемориала. Он писал, что больше всего мучений Аникушину доставлял поиск решения центральной части мемориала, которая должна была носить значение символа. По мнению Ястребенецкого, «лучше всего и сильнее всего [в этой роли] был мальчик». Для него и олицетворяемого им будущего совершили подвиг изображённые вокруг персонажи. Ястребенецкий допускал и другие символы в роли центра мемориала: образ Матери-Родины или Знамя Победы. Две большие фигуры «Солдат» и «Рабочий», олицетворяющие фронт и тыл, с его точки зрения, не могут рассматриваться как символ, так как в этом случае непонятно предназначение тех скульптурных групп, которые находятся на площади перед ними. Тема мемориала в настоящее время раскрывается дважды, в одном случае — «в символических образах» («Солдат» и «Рабочий»), а в другом случае — «иллюстративно» (остальные скульптурные композиции наземной части мемориала перед «Победителями»).
Историк блокады и журналист Татьяна Куценина писала, что «ребёнок — ключевая фигура любой войны». Поэтому он был по праву центральной фигурой скульптурной композиции, посвящённой героическим защитникам Ленинграда в годы блокады. В её интерпретации, «он стоял бы рядом со взрослыми — бойцами, рабочими заводов, мужчинами и женщинами, защищавшими любимый город». Дети стали невольными, но участниками происходивших в годы блокады событий: голодали и умирали, боролись за жизнь, но, если дети постарше могли позаботиться о себе, то у таких малышей, как изображённый Аникушиным мальчик, не было выбора: «Вместе со своими матерями они блуждали по лесам, сидели за колючей проволокой, мёрзли в тёмных ленинградских квартирах».